# Saint-Estève-Janson
 Saint-Estève-Janson  es una comuna y población de Francia, en la región de Provenza-Alpes-Costa Azul, departamento de Bocas del Ródano, en el distrito de Aix-en-Provence y cantón de Lambesc.
Su población en el censo de 1999 era de 302 habitantes.
Está integrada en la Communauté d’agglomération du Pays d’Aix-en-Provence .

## Demografía
| 97 | 117 | 130 | 202 | 234 | 302 |
| Para los censos de 1962 a 1999 la población legal corresponde a la población sin duplicidades (Fuente: INSEE [Consultar]) |     |     |     |     |     |

- Datos: Q753838
- Multimedia: Saint-Estève-Janson / Q753838

1. ↑  Worldpostalcodes.org, código postal n.º 13610.
2. ↑  INSEE, Datos de población para el año 2012 de Saint-Estève-Janson (en francés).